# Liste der Baudenkmäler in Coburg/V
Dieser Teil der Liste der Denkmäler in Coburg beschreibt die denkmalgeschützten Objekte in folgenden Coburger Straßen und Plätzen:
- Veste Coburg
- Viktoriastraße
- Vordere Kreuzgasse
- Vorderer Floßanger

## Veste Coburg
| Adresse Bezeichnung Akten-Nr.                                   | Beschreibung | Foto |
| --------------------------------------------------------------- | --- | ---- |
| Veste Coburg 1, 1 a, 1 b (Standort) Veste Coburg D-4-63-000-589 | Die Veste Coburg liegt rund 170 Meter über Coburg und zu zählt den größten und am besten erhaltenen Burganlagen Deutschlands. Sie wurde 1225 erstmals urkundlich erwähnt, im 17. Jahrhundert mit einem dreifachen Mauerring zur Landesfestung ausgebaut und beherbergt unter anderem die ehemaligen herzoglichen Kunstsammlungen. |      |

## Viktoriastraße
| Adresse Bezeichnung Akten-Nr.                                       | Beschreibung | Foto |
| ------------------------------------------------------------------- | --- | ---- |
| Viktoriastraße (Lage)                                               | Die Viktoriastraße beginnt am Ernstplatz und endet an der Judengasse. Sie war ursprünglich ein Teil der unteren Anlage. Die Bebauung besteht insbesondere aus zweigeschossigen Villen in Ziegelbauweise und höheren Eckhäusern an den Straßenkreuzungen. |      |
| Viktoriastraße 3 (Standort) Wohnhaus D-4-63-000-549                 | Das dreigeschossige Eckgebäude errichtete Carl Bauer 1906 im Jugendstil als Mietshaus. Das Haus weist einen erkerförmigen, runden, dreigeschossigen Eckturm mit einer Glockenhaube auf, der oben in der Sally-Ehrlich-Straße in ein Zwerchhaus mit einem geschwungenen Giebel übergeht. Ein zweigeschossiger, polygonaler Erker in Fassadenmitte und ein weiterer, jedoch eingeschossiger Eckturm kennzeichnen außerdem diese Gebäudeseite. Die Fassade in der Viktoriastraße ist durch einen dreigeschossigen Erker, angeordnet vor einem Risalit mit Zwerchhaus, geprägt. Während das Erdgeschoss größtenteils eine Sandsteinfassade besitzt, wurde in den Obergeschossen vor allem Ziegel als Baustoff verwendet. Der Eingang in der Viktoriastraße ist als spitzbogiges Säulenportal ausgebildet. Die Haustür und das hölzerne Treppenhaus sind noch aus der Erbauungszeit vorhanden.             |      |
| Viktoriastraße 4 (Standort) Villa D-4-63-000-550                    | Die zweigeschossige Villa in historisierenden Formen wurde 1874 für den Kaufmann Wilhelm Forkel gebaut und wird heute als Bürohaus genutzt. Das Gebäude mit einem flachen Walmdach weist in der Viktoriastraße eine vierachsige Ziegelfassade mit Sandsteingliederungen auf. Der zweiachsige Mittelrisalit ist durch versetzte Eckquader an den Gebäudekanten gekennzeichnet und wird mit einer zwerchhausähnlichen Ziergaube abgeschlossen. Die Gebäudeecke an der Straßenfront ist abgeschrägt und besitzt aufwändig gerahmte Fenster sowie einen abschließenden Dreiecksgiebel. |      |
| Viktoriastraße 9 (Standort) Ehem. Hotel Coburger Hof D-4-63-000-551 | Das viergeschossige Gebäude an der Ecke Viktoriastraße/Judengasse errichtete der Baumeister Carl Otto Leheis als Hotel „Coburger Hof“ im Jahr 1904. 1931 war eine Privatklinik in dem Haus untergebracht. Es folgte unter anderem eine Nutzung als Ämtergebäude der Stadt. Ab 1950 ist die „Löwen-Apotheke“ im Erdgeschoss angesiedelt, in den Obergeschossen sind Praxen und Wohnungen vorhanden. Das Satteldachhaus weist in den Obergeschossen einen zweigeschossigen, dreiseitigen Erker in der Traufseite an der Gebäudeecke und einen in der Giebelfront mittig angeordneten, zweigeschossigen Erker mit einem Fachwerkaufbau und Filialgiebeln auf. Die Traufseite in der Viktoriastraße ist zusätzlich durch einen geschwungenen Zwerchhausgiebel gekennzeichnet. Hohe Rundbogenfenster und an der Gebäudeecke eine Rundsäule mit einem rundbogigen Laubengang prägen die Erdgeschossfassade. |      |
| Viktoriastraße 10 (Standort)                                        | (Das zweigeschossige Wohnhaus errichtete sich der Blechschmied Eduard Baum 1876. 1912 folgte für eine Erweiterung der Umbau des Dachgeschosses. Dazu wurden das Walmdach zu einem Halbwalmdach geändert und Dachgauben sowie Giebelfenster eingebaut. 1929 ergänzte Tobias Frommann die vierachsige Straßenfassade mit einem flachen zweiachsigen Mittelrisalit durch einen neuklassizistischen flachen Giebelaufbau. Das Erdgeschoss besteht aus Steinquadern. Ein Kehlgesims trennt es vom gleich hohen Obergeschoss mit einer verputzten Fachwerkfassade.) Das Gebäude wird in der Liste vom 5. März 2020 nicht mehr geführt. |      |
| Viktoriastraße 14 (Standort) Wohnhaus D-4-63-000-553                | Das Eckgebäude wurde 1895 von Reinhold Gräfe als zweigeschossiges Wohnhaus errichtet. Das Neurenaissancehaus weist eine Ziegelfassade mit Sandsteingliederungen und versetzten Eckquadern an den Gebäudekanten auf und wird durch ein Mansarddach mit Stehgauben abgeschlossen. Markant an der Fassade zur Viktoriastraße ist ein Mittelrisalit mit einem zweigeschossigen, dreiseitigen Erker und einem Zwerchhaus-Schweifgiebel im Dachgeschoss. Erschlossen ist das Gebäude durch einen achteckigen Treppenturm mit einer welschen Haube. Der Eingang ist 1902 durch einen Anbau auf rechteckigen Pfeilern und Pilastern überbaut worden. |      |

## Vordere Kreuzgasse
| Adresse Bezeichnung Akten-Nr.                           | Beschreibung | Foto |
| ------------------------------------------------------- | --- | ---- |
| Vordere Kreuzgasse (Lage)                               | Die Vordere Kreuzgasse verläuft östlich gelegen, parallel zur Hinteren Kreuzgasse und verbindet die östliche Bahnhofsstraße mit der nördlich gelegenen Heilig-Kreuz-Kirche. Die Altbebauung besteht in der Regel aus Traufseithäusern. |      |
| Vordere Kreuzgasse 4 (Standort) Wohnhaus D-4-63-000-934 | Das dreigeschossige Wohnhaus wurde im Kern vermutlich im 16. Jahrhundert errichtet und im 18. Jahrhundert aufgestockt. Das Haus weist ein Satteldach auf, dessen Giebel im Gegensatz zu den benachbarten Gebäuden Teil der Straßenfassade ist. Das tiefer liegende Erdgeschoss besitzt massive Wände, die fünfachsigen Obergeschosse (im ersten Obergeschoss ist eine Fensteröffnung nachträglich geschlossen worden) haben verputzte Fachwerkwände. Die Fenster- und Geschosseintelung im Erd- und Obergeschoss weichen voneinander ab, was auf unterschiedliche Bauperioden hindeutet, wobei das Erdgeschoss wahrscheinlich aus der Vereinigung von zwei Häusern entstanden ist. |      |

## Vorderer Floßanger
| Adresse Bezeichnung Akten-Nr.                                                                               | Beschreibung | Foto |
| --- | --- | ---- |
| Vorderer Floßanger (Lage)                                                                                   | Der Vordere Floßanger verbindet die Kasernenstraße mit dem Dammweg. Er verläuft Richtung Norden parallel zur Itz. Der Straßenname leitet sich aus einem Lagerplatz von geflößten Holzstämmen her, der dort einmal vorhanden war. |      |
| Vorderer Floßanger 9 (Standort) Ehem. Kulissenhaus des herzoglichen Hof- bzw. Landestheaters D-4-63-000-922 | Der älteste Teil des Gebäudes entstand circa 1870 als Scheune. Um 1900 wurde das Gebäude verbreitert und diente danach als Magazin für die Kulissen des herzoglichen Hoftheaters, 1911 folgte eine Erweiterung an der Ostseite mit größerer Höhe und geänderter Geschossteilung. 1950 wurde in das ehemalige Kulissenhaus ein Malersaal mit Sozialraum und Farbenlager eingebaut. Das Bauwerk besitzt als Fassade ein Fachwerk mit einer unverputzten Ziegelausfachung. Der ältere Südwestteil mit drei Einfahrtstoren weist ein Mittelschiff mit einem Satteldach und zwei niedrigere Seitenschiffe, mit Pultdächern auf. |      |